# Top Volleyball League (damer)
Top Volleyball League (kinesiska: 企業排球聯賽) är en volleybollserie för damer i Taiwan. Serien skapades 2009, fem år efter att herrupplagan skapats. Serien organiseras av Taiwans volleybollförbund.

## Resultat per upplaga
| Säsong    | Slutspelsmästare   | Grundserien        | Grundserien        | Grundserien           | Grundserien           | Grundserien |
| Säsong    | Slutspelsmästare   | Etta               | Tvåa               | Trea                  | Fyra                  | Femma       |
| --------- | ------------------ | ------------------ | ------------------ | --------------------- | --------------------- | ----------- |
| 2009/2010 | Taipower           | Taipower           | TOP GIRL           |                       |                       |             |
| 2011      | TOP GIRL           | TOP GIRL           | Taipower           |                       |                       |             |
| 2012      | Taipower           | Taipower           | TOP GIRL           |                       |                       |             |
| 2013      | Taipower           | Taipower           | CMFC               | Huihong International |                       |             |
| 2014      | Taipower           | Taipower           | CMFC               | Huihong International |                       |             |
| 2015      | CMFC               | Taipower           | CMFC               | Zhongkun Keramik      | Huihong International |             |
| 2016      | Taipower           | Taipower           | CMFC               | Zhongkun Keramik      | Huihong International |             |
| 2017/2018 | Taipower           | Taipower           | CMFC               | 珀兆ATTACKLINE        | Huihong International |             |
| 2018/2019 | Taipower           | Taipower           | CMFC               | Top Speed             | 珀兆ATTACKLINE        |             |
| 2019/2020 | Taipower           | Taipower           | CMFC               | Top Speed             | King Whale Taipei     | JSL Group   |
| 2020/2021 | Taipower           | Taipower           | CMFC               | King Whale Taipei     | Top Speed             | JSL Group   |
| 2021/2022 | Kaohsiung Taipower | Kaohsiung Taipower | King Whale Taipei  | Top Speed             | CMFC                  | JSL Group   |
| 2022/2023 | King Whale Taipei  | King Whale Taipei  | Kaohsiung Taipower | Top Speed             | CMFC                  | JSL Group   |